# Michelangelo Florio
Michelangelo Florio, noto anche come Michael Angelo o Michel Agnolo (Firenze, 28 settembre 1518 – Soglio, 1566), è stato un umanista, predicatore e teologo italiano.
Inizialmente frate francescano, si convertì al protestantesimo e svolse la propria attività di pastore in Inghilterra e nel Cantone dei Grigioni. È il padre dell'umanista, lessicografo e scrittore, Giovanni Florio, che fu il primo traduttore degli Essais di Montaigne in lingua inglese (1603) e il primo traduttore del Decameron di Boccaccio, che pubblicò anonimamente nel 1620.
Si è fatto il suo nome come possibile autore delle opere di William Shakespeare, ma questa ipotesi non è supportata da fonti storiche e contrasta con i documenti storiografici disponibili, che hanno evidenziato come Michelangelo Florio, visse a Londra come esule soltanto tra il 1550 e il 1554.

## Biografia
Michelangelo Florio nacque nel 1518 in Firenze, come lui stesso afferma nella Apologia di M. Michel Agnolo Fiorentino (1557), ribadendo la sua fiorentinità al foglio 77 recto (dove la città di Firenze è appellata patria mia), da famiglia di origine ebraica convertita al cristianesimo (Apologia, f. 34: E se tu dicessi che i miei passati fossero avanti il battesimo stati hebrei, questo non negharò). 
Rimase orfano quando ancora non aveva raggiunto l'età dell'adolescenza e così, dopo essere stato istruito da parenti nel Trentino, entrò nell'Ordine francescano assumendo il nome di fra Paolo Antonio e predicando in diverse città d'Italia.
Il diffondersi delle idee luterane ebbe effetto sul Florio ed egli, dagli anni quaranta, cominciò a rivelare le sue nuove convinzioni dagli stessi pulpiti delle chiese finché fu arrestato con l'accusa di eresia e incarcerato a Roma nel 1548. Dopo più di due anni di detenzione, il suo processo si concluse con la condanna a morte, alla quale si sottrasse il 6 maggio 1550 con la fuga dal carcere. Deposto il saio francescano, si diresse in Abruzzo, poi andò a Napoli e successivamente in Puglia da dove s'imbarcò per Venezia. Qui rimase qualche tempo in contatto con l'ambasciatore inglese e con alcuni altri protestanti italiani: poi, nel settembre del 1550, iniziò a percorrere tutta la Lombardia dove «pie persone lo fornirono del necessario». In cerca di un luogo sicuro, passò per Lione e per Parigi, fino a imbarcarsi per la riformata Inghilterra.

### Il periodo inglese
Il 1º novembre 1550 raggiunse Londra, città nella quale in quel periodo trovavano rifugio numerosi protestanti di diversi paesi europei che sfuggivano la repressione cattolica e dove erano state costituite chiese riformate, riferite a ciascuna comunità linguistica, alle quali sovrintendeva l'emigrato Jan Łaski. Grazie probabilmente alle buone credenziali presentate in suo favore da autorità teologiche come Bernardino Ochino e Pietro Martire Vermigli, Florio guadagnò la stima dell'arcivescovo Thomas Cranmer e di sir William Cecil ottenendo l'incarico di pastore della Chiesa riformata di lingua italiana, di segretario di William Cecil e di cappellano di lady Jane Grey, alla quale insegnò l'italiano e il latino e cui dedicò una grammatica composta in quel periodo, le Regole et Institutioni della Lingua Thoscana. Probabilmente conobbe e forse anche insegnò a Elisabetta, la futura regina.
La sua relazione con una donna, non regolarizzata dal matrimonio, suscitò però scandalo tra la comunità dei fedeli, quattordici dei quali erano stati denunciati dal Florio e puniti dalle autorità per essere tornati al cattolicesimo: anche la sua oratoria, appassionata fino alla violenza contro la dottrina cattolica e il primato papale, sembrava eccessiva perfino a dei riformati, ma soprattutto le critiche da lui apertamente rivolte a certi aspetti della teologia dominante nella comunità lo pose in conflitto con le autorità. Così nel 1552 il Florio venne allontanato dall'incarico di pastore, ma evitò l'espulsione dall'Inghilterra sposando la donna – della quale non si conosce il nome –, che gli diede nel 1553 il figlio John, consentendogli così di rimanere al servizio di William Cecil.
Con la morte del giovanissimo re Edoardo VI, il 6 luglio 1553, si aprì una contestata successione al trono, dal momento che Edoardo, influenzato dal Dudley - al quale il Florio aveva dedicato la sua traduzione italiana del catechismo del vescovo di Winchester John Ponet - aveva designato alla sua successione la nuora del duca, Jane Grey, che non poteva vantare gli stessi diritti della cattolica Maria Tudor, figlia maggiore di Enrico VIII, la quale reagì facendo imprigionare la regina e giustiziare i suoi sostenitori, e scatenando una violenta repressione anti-anglicana. Nei primi mesi del 1554 Florio e gli altri profughi protestanti abbandonavano l'Inghilterra: Florio non dimenticò la sua allieva Jane Grey, per la cui memoria scrisse la Historia de la vita e de la morte de l'Illustrissima Signora Giovanna Graia, pubblicato postumo nel 1607.

### Il trasferimento a Soglio
Giunto con la moglie e il figlio a Strasburgo, vi conobbe Federico di Salis, membro di una potente famiglia della Val Bregaglia che, per quanto atteneva alla religione, aveva membri aderenti a entrambe le confessioni cristiane. Federico era protestante e offrì al Florio di succedere al pastore di Soglio, Michele Lattanzio, un altro rifugiato italiano recentemente scomparso: fu così che la famiglia Florio arrivò nel villaggio dei Grigioni il 27 maggio 1554.
La grande maggioranza degli abitanti di Soglio erano passati ufficialmente alla Riforma dal giorno di Natale del 1552, quando decisero in un'assemblea pubblica di abolire il rito cattolico tenuto fino ad allora nella piccola chiesa di San Lorenzo: Pier Paolo Vergerio poteva così scrivere pochi giorni dopo a Heinrich Bullinger che la messa vi era stata abolita «per merito di gente di poco conto, se valutata secondo le misure di questo mondo».
A Soglio il Florio si dedicò ai suoi doveri di pastore e di educatore del figlio John, che mandò ancora decenne a studiare a Tubinga e successivamente, regnando ormai Elisabetta, in Inghilterra, dove il giovane si stabilì definitivamente facendosi apprezzare per la sua preparazione intellettuale.
Nel 1557 scrisse una Apologia per difendersi dagli attacchi del francescano italiano Bernardino Spada, che lo aveva conosciuto personalmente e gli rimproverava l'abbandono del cattolicesimo. Ebbe però le maggiori controversie con gli stessi riformati presenti nel Cantone svizzero: per le sue tendenze teologiche più liberali, spiritualiste e antitrinitarie, che lo avvicinavano a Bernardino Ochino e a Camillo Renato, si ritrovò ben presto in conflitto con il Sinodo retico di Coira, tanto che nel 1561 fu costretto ad abiurare le proprie posizioni dottrinali.
Nel 1563 diede alle stampe la traduzione in italiano del De re metallica di Georg Agricola, un trattato di tecnica mineraria pubblicato nell'originale latino nel 1556, che il Florio dedicò alla regina Elisabetta I d'Inghilterra.
Negli anni tra il 1564 e il 1566 il Florio assunse la funzione di pubblico notaio, come risulta da una serie di libri notarili, depositati oggi nella biblioteca di Coira.

### La morte
Prima della pubblicazione, nel 2018, degli studi di Carla Rossi dell'Università di Zurigo non si conosceva l'anno esatto della sua morte, ma  solo che dopo il 1566 il suo nome non viene più menzionato, mentre nel sinodo del 1571 si accenna a lui come persona già deceduta. In una lettera rinvenuta nella biblioteca comunale di Berna (ms. A.93.II) il pastore di Piuro Girolamo Torriani viene difeso dall'accusa rivoltagli nel sinodo del 1571 di aver frequentato Michel Angelo Florio, perché la eresia di questi è stata conosciuta solo dopo la sua morte.
Il giornalista Santi Paladino, che attribuì al Florio la paternità delle opere di Shakespeare, ipotizzò che Michelangelo, coinvolto com'era in pericolose inquisizioni, avesse fatto perdere le sue tracce e fosse tornato in Inghilterra, per evitare di incorrere nel medesimo destino di Michele Serveto, arso vivo a Ginevra. Tale ipotesi del rientro in Inghilterra troverebbe riscontro in un libro del pastore Jakob Rudolf Truog, dal titolo Die Pfarrer der evangelischen Gemeinden in Graubünden und seinen ehemaligen Untertanenländern, edito nel 1935, dove Michelangelo Florio viene detto pastore di Soglio dal 1555 al 1567 e nell'anno 1577 partito per l'Inghilterra.

## La questione della lingua
La traduzione in italiano del De re metallica di Georg Agricola, pubblicata nel 1563, è spesso ricordata in merito alla questione della lingua: nella prefazione polemizza infatti con Pietro Bembo, affermando che la lingua italiana era cambiata dai tempi del Petrarca e del Boccaccio e che lui aveva inteso scrivere in una lingua che non fosse compresa solo dai letterati:
(Michelangelo Florio, Opera di Giorgio Agricola..., Prefazione al lettore)
Né ha voluto esprimersi con vocaboli noti solo ai fiorentini, in chiara polemica con la posizione fiorentinista, teorizzata da Niccolò Machiavelli nel Discorso o dialogo intorno alla nostra lingua e che prediligeva il fiorentino contemporaneo invece di quello letterario:
(Michelangelo Florio, ibidem)
La posizione del Florio si discosta anche da quella di Giangiorgio Trissino, che pur sostenendo l'idea di una lingua formata dagli elementi comuni di tutte le parlate della Penisola, tuttavia la circoscriveva agli ambienti cortigiani del tempo. Il Florio rivendica invece le ragioni dell'uso e della comprensibilità di contro all'eleganza e alla purezza.
Come traduttore, il Florio difende la libertà di poter tradurre discostandosi dalla lettera, ma non dal senso, del testo da rendere.
Al Florio grammatico si deve la prima distinzione netta, in una grammatica italiana rivolta al pubblico inglese, tra l'uso del congiuntivo e quello del condizionale. Emblematicamente, l'esempio grammaticale sintetizza una professione di fede: "S'io ubbidisse al papa, ad antichristo ubbidirei".

## Scritti
- Apologia di M. Michel Agnolo Fiorentino, ne la quale si tratta de la vera e falsa chiesa, de l'essere e qualità de la messa, de la vera presenza di Christo, de la Cena, del Papato, e primato di San Piero, de Concilij & autorità loro: scritto a un heretico, Chamogasko (Basilea?), 1557.
- Opera di Giorgio Agricola de l'Arte de Metalli partita in XII Libri... Aggiugnesi il libro del medesimo autore, che tratta de gl'animali di sottoterra, da lui stesso corretto, e riveduto. Tradotti in lingua toscana da M. Michelangelo Florio fiorentino, Per Hieronimo Frobenio et Nicolao Episcopio, Basel, 1563.
- Historia de la vita e de la morte de l'Illustriss. Signora Giovanna Graia, Riccardo Pittore, Venetia, 1607.